# Isabel Guterres

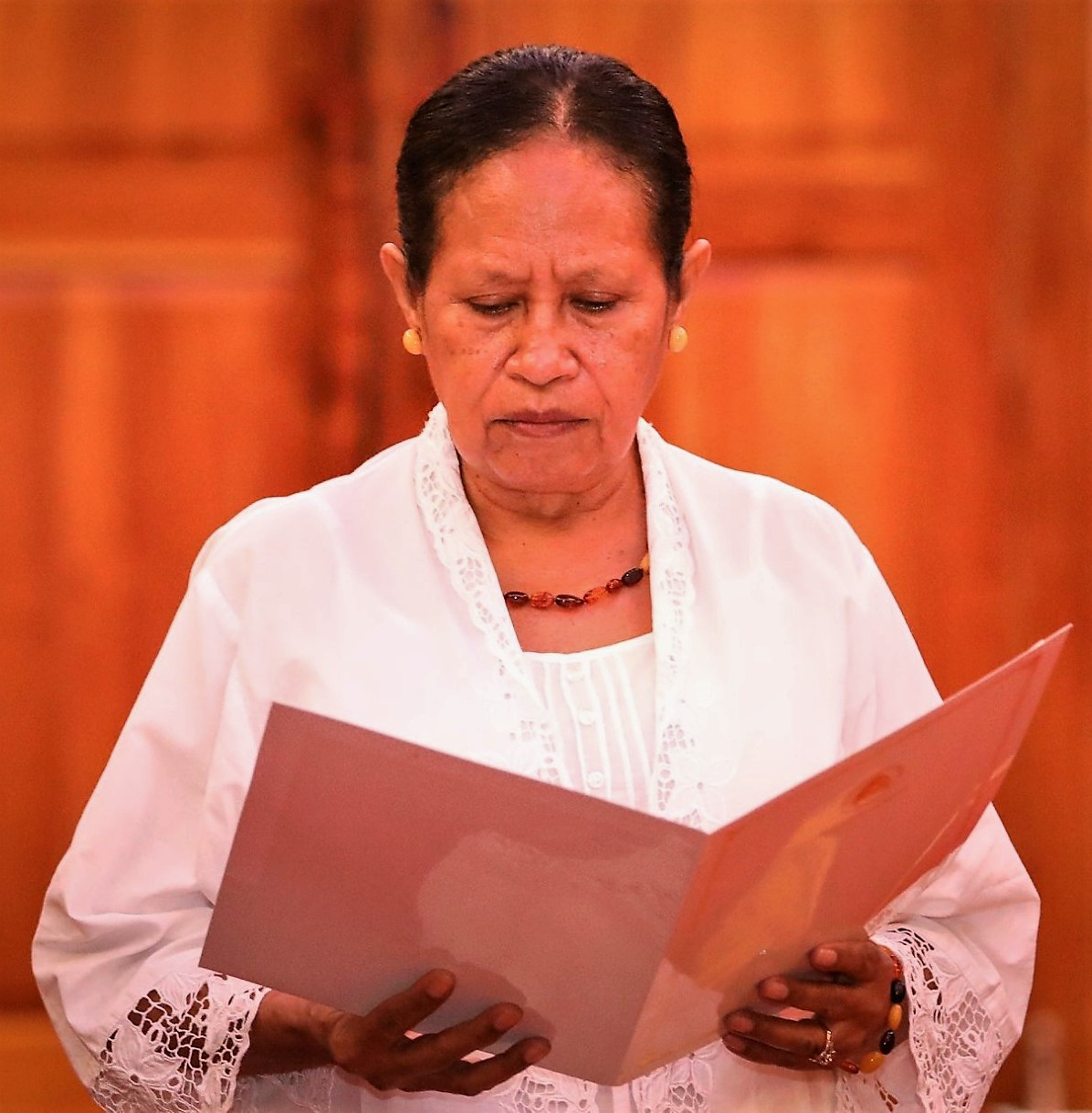
Isabel Guterres bei ihrer Ernennung zur Botschafterin (2020)

Isabel Amaral Guterres (* 5. November 1958 in Luca, Gemeinde Viqueque, Portugiesisch-Timor) ist eine Politikerin und Diplomatin aus Osttimor. Von 2012 bis 2017 war sie Osttimors Ministerin für Soziale Solidarität.

## Werdegang
15 Jahre lang lebte Guterres in Australien, wo sie als Krankenschwester arbeitete. 1993 erhielt sie einen Bachelor an der Australian Catholic University in Melbourne.
Nach ihrer Rückkehr nach Osttimor im November 1999 arbeitete Guterres bei verschiedenen humanitären Organisationen in Osttimor, wie zum Beispiel für den Jesuit Refugee Service (JRS), wo sie sich um rückkehrende Flüchtlinge kümmerte. Außerdem arbeitete sie mit Ärzte ohne Grenzen und World Vision im Gesundheitssektor. 2000 wurde die Empfangs-, Wahrheits- und Versöhnungskommission von Osttimor (CAVR) gegründet, die die Menschenrechtsverletzungen zwischen 1975 und 1999 aufarbeiten sollte. Guterres war von 2002 an nationale Kommissarin der CAVR. 2005 legte die CAVR ihren Abschlussbericht vor.
2004 wurde Guterres Präsidentin der Associação de Micro Finanças de Timor-Leste (AMFITIL) und 2005 Vizepräsidentin des Rotary Club Dili. Von 2006 bis 2012 war sie Generalsekretärin des Roten Kreuz Osttimors. 2009 erhielt Guterres die Ehrendoktorwürde der Australian Catholic University und 2011 nach einem Studium den Master in Sozialrecht.
2012 wurde Guterres als parteiloses Mitglied der Regierung zur Ministerin für Soziale Solidarität vereidigt und behielt ihr Amt auch nach der Regierungsumbildung 2015. Ihr Bruder José Luís Guterres von der Partei Frenti-Mudança (FM) war von 2007 bis 2015 Außenminister.
Mit Antritt der VII. Regierung am 15. September 2017 verlor Isabel Guterres ihre Ministeramt an Florentina da Conceição Pereira Martins Smith.
2019 wurde Guterres als osttimoresische Botschafterin in Portugal, mit Zweitakkreditierung für Kap Verde und die CPLP nominiert. Am 28. Januar 2020 wurde sie feierlich ernannt. Am 13. August 2021 wurde Marina Ribeiro Alkatiri als neue Botschafterin für die CPLP ernannt.

## Familie
Guterres ist die Nichte von Leão Pedro dos Reis Amaral und Clementino dos Reis Amaral.